# Louise Rasmussen
Louise Christine Rasmussen (21 de abril de 1815 - 6 de março de 1874), foi uma bailarina e actriz dinamarquesa. Foi amante e depois esposa morganática do rei Frederico VII da Dinamarca. Nunca chegou a ser rainha-consorte, mas tinha o título oficial de condessa Danner.

## Biografia
Louise Rasmussen era filha de uma criada solteira chamada Juliane Caroline Rasmussen, e de um mercador chamado Gotthilf L. Køppen. Estudou na escola de ballet da Ópera de Copenhaga em 1826 e, em 1830 foi contratada pela mesma, tornando-se bailarina figurante em 1835. Em 1841 teve um filho com Carl Berling. Retirou-se do ballet em 1842 e abriu uma loja de roupa.
Louise conheceu o príncipe-herdeiro Frederico através de Berling na década de 1830 e começou uma relação com ele na década seguinte. Frederico tornou-se rei em 1848 e tinha o desejo de se casar com a sua amante, mas o governo proibiu-o pelo facto de o rei não ter filhos legítimos e qualquer criança nascida de um casamento com Louise nunca poderia chegar ao trono. Contudo, a lei de reforma de 1849 tornou o rei tão popular que ele conseguiu realizar o seu desejo.
A 8 de Agosto de 1850, Louise recebeu o título de condessa de Danner e casou-se com Frederico no Frederiksborg Slotskirke numa cerimónia celebrada pelo bispo J. P. Mynster. Por ser a esposa morganática do rei, Louise nunca se tornou rainha e nenhum filho que nascesse da união poderia herdar o trono. O casamento foi recebido com muito desagrado e oposição, principalmente pelas classes altas e nobreza que o viam como uma traição. Louise foi humilhada e desdenhada por vários sectores da sociedade. Em certa ocasião, o rei e Louise estavam presentes num jantar formal com membros da mais alta nobreza durante o qual era costume a nobreza pedir um brinde em honra do rei e da sua esposa. Contudo, nenhum dos presentes propôs o brinde, mesmo apesar de o casal esperar que este se realizasse. O rei acabou por perder a paciência, levantou-se e disse para o quem o quisesse ouvir: "Visto que ninguém quer pedir um brinde em honra da minha esposa, eu próprio o farei!", obrigando assim a nobreza a erguer os copos.
Em 1854, o casal comprou uma mansão a que chamaram de Jægerspris Slot para viverem uma vida mais privada e, depois da morte de Frederico em 1863, Louise passou a viver lá. Em 1873, criou a fundação Frederico VII Para Mulheres Pobres da Classe Trabalhadora. Quando morreu, deixou Jægerspris Slot "para criadas pobres e destituídas" no seu testamento.